# 21088 Chelyabinsk
Chelyabinsk (asteroide 21088, com a designação provisória 1992 BL2) é um Asteroide Amor. Possui uma excentricidade de 0.23832748 e uma inclinação de 38.45864º.
Este asteroide foi descoberto no dia 30 de janeiro de 1992 por Eric Walter Elst em La Silla.